# Balta pallidula
Balta pallidula är en kackerlacksart som beskrevs av Morgan Hebard 1943. Balta pallidula ingår i släktet Balta och familjen småkackerlackor. Inga underarter finns listade.